# Невалы-Чори
Невалы-Чори, распространены также написания Невали-Кори, Невали-Чори, тур. Nevalı Çori — ранненеолитическое поселение на реке Евфрат в восточной Турции. Расположено у подножья гор Тавра. На территории находятся древние храмы и монументальная скульптура.

## Археология
Исследования проводились в 1993 году в связи с предстоявшим созданием водохранилища.

## Датировка
Судя по характерным кремнёвым наконечникам стрел, поселение относится к культуре PPNB. Тип строений также характерен для PPNB: прямоугольные постройки с системой каналов под зданиями, аналогичные найденным ранее в Чайоню. По данным радиоуглеродного анализа, вторая половина 9 тысячелетия до н. э., что также соответствует постройкам в Чайоню и других поселениях культуры PPNB. Древнейший слой относится к 10 тысячелетию до н. э., что соответствует самому раннему периоду PPNB.

## Здания
Поселение состоит из пяти уровней. В них были найдены остатки 23 длинных прямоугольных сооружений из двух-трех параллельных линий комнат. К ним примыкают структуры, образованные проекциями стен, которые считают жилыми помещениями. Глубокий многослойный фундамент сложен из больших обтесанных камней, щели между которыми заполнены камнями поменьше. Через каждые 1—1,5 м в фундаменте проложены каналы, проходящие под прямым углом к главной оси здания, перекрытые сверху плоскими камнями, но открытые по бокам. Их назначение неизвестно, это могла быть дренажная система или воздуховоды для охлаждения и аэрации домов.
В северо-западной части поселения расположен культовый комплекс, в котором различают три последовательных археологических слоя. Два верхних имеют цементные полы, которые в древнейшем слое не сохранились. Аналогичное покрытие пола известно в Гёбекли-Тепе и Чайоню. В стены встроены колонны, похожие на такие же в Гёбекли-Тепе, и две отдельно стоящие колонны 3 м высотой расположены в центре храма. Потолки предположительно были лёгкими и плоскими.

## Скульптура
В помещениях найдены многочисленные скульптуры из известняка, включая человеческие головы с пучком волос. Кроме них имеются изображения птиц, на некоторых колоннах вырезан рельеф, в котором различимы человеческие руки. Подобные изображения встречаются в Гёбекли-Тепе.
Кроме каменных скульптур найдено несколько сотен фигурок людей около 5 см в высоту из обожжённой глины, что указывает на использование керамики в сакральных целях ещё до появления глиняной посуды.

## Погребения
Некоторые здания содержат останки человеческих черепов и неполных скелетов.